# Avira
Avira Operations GmbH & Co. KG è una società tedesca produttrice di antivirus, fondata nel 1986 da Tjark Auerbach con il nome di H+BEDV Datentechnik GmbH, con sede a Tettnang sul lago di Costanza e oltre 400 dipendenti. 
Le sue applicazioni antivirus si basano sul motore di scansione AntiVir noto anche come "Luke Filewalker" (con riferimento al Luke Skywalker, protagonista del film Guerre stellari).

## Descrizione
Il principale prodotto di Avira è Avira Antivirus, uno degli antivirus più premiati dalle diverse organizzazioni indipendenti che si occupano di effettuare test comparativi tra i più diffusi e conosciuti antivirus .
Nel 2016 Avira ha lanciato un servizio VPN per completare ulteriormente la offerta di prodotti inerente alla sicurezza informatica.